# Лютых, Юрий Александрович
Юрий Александрович Лютых (13 февраля 1938, Верхнее Турово, Воронежская область — 5 мая 2017, Красноярск) — советский и российский партийный и государственный деятель, экономист, землеустроитель, основатель землеустроительного факультета Красноярского государственного аграрного университета, доктор экономических наук, профессор.

## Биография
Трудовую деятельность начал в 1960 году после окончания Воронежского сельскохозяйственного института, инженером-землеустроителем Красноярской экспедиции.
В 1964—1975 гг. — работал в Красноярском краевом комитете ВЛКСМ и Красноярском краевом комитете КПСС.
В 1975—1978 гг. — второй секретарь Сухобузимского райкома КПСС.
В 1978—1983 гг. — председатель исполкома Сухобузимского районного Совета народных депутатов.
В 1982 году за освоение научной системы ведения сельского хозяйства в Красноярском крае был награжден Золотой медалью ВДНХ.
В 1983—1985 гг. — работал в управлении сельского хозяйства исполкома Красноярского краевого Совета, а в 1985—1990 гг. — заместителем заведующего сельскохозяйственного отдела Красноярского краевого крайкома КПСС.
С 1990 по 2003 г. являлся председателем комитета по земельным ресурсам и землеустройству Красноярского края. После назначения на этот пост, выступил с инициативой создания землеустроительного факультета в Красноярском государственном аграрном университете, который начал функционировать с сентября 1991 года. С этого времени неизменно преподавал на этом факультете, впоследствии преобразованном в Институт землеустройства, кадастров и природообустройства, заведовал кафедрой. В 2003 году, оставив государственную службу в связи с выходом на пенсию, всецело посвятил себя науке и педагогической деятельности.

### Научная деятельность
В 1997 году защитил кандидатскую диссертацию по экономике. В 1999 году — докторскую диссертацию по экономике. Тема диссертации: «Научно-организационные основы совершенствования земельных отношений и повышения эффективности использования земель (на примере Красноярского края)».
С 1993 года — доцент, с 2000 года — профессор. Руководил аспирантами. Являлся членом советов по защите диссертаций по экономике трех вузов: Красноярского государственного аграрного университета, Сибирского государственного аэрокосмического университета и Новосибирского государственного аграрного университета.
В Красноярском ГАУ являлся одним из руководителей научной школы «Организационно — экономический механизм и методы регулирования земельных отношений и землепользования в сельском хозяйстве».
С 2002 года — член-корреспондент Российской инженерной академии.
С 2005 года — член-корреспондент Сибирской академии наук высшей школы.
С 2006 года — действительный член Международной академии наук высшей школы.
Почетный профессор Красноярского государственного аграрного университета (2003), почетный доктор Красноярского государственного аграрного университета (2013).

### Награды
Награжден медалями: «За освоение целинных земель»; «Двадцать лет Победы в Великой Отечественной войне 1941—1945 гг». (1965); «50 лет Победы в Великой Отечественной войне 1941—1945 гг.»(1995); «В ознаменование 100-летия со дня рождения Владимира Ильича Ленина» (1970); «50 лет Вооружённых Сил СССР» (1970); «За трудовую доблесть» (1971).
Ведомственные и почетные медали: Золотая медаль ВДНХ (1983), медаль Минсельхоза России «50 лет начала освоения целинных земель» (2004).
Заслуженный землеустроитель Российской Федерации (1998); Почетный землеустроитель России (2000); Нагрудный знак «Почетный геодезист» (2005).
В 2014 году награжден юбилейным почетным знаком Красноярского края «80 лет Красноярскому краю».

### Избранные труды
- Лютых Ю. А. Государственный кадастр недвижимости на муниципальном уровне [Текст] : курс лекций : [учебное пособие для студентов по направлению «Землеустройство и кадастры»] / Ю. А. Лютых, О. И. Горюнова. — Красноярск : КрасГАУ, 2014. — 105 с.
- Лютых Ю. А. Организация учета земель [Текст] : методические указания / Ю. А. Лютых, О. И. Горюнова. — Красноярск : КрасГАУ, 2012. — 101 с.
- Методические указания по подготовке и защите магистерской диссертации по направлению «Землеустройство и кадастры» [Текст] / М-во сел. хоз-ва Рос. Федерации, Краснояр. гос. аграр. ун-т. — Красноярск : КрасГАУ, 2011. — 37 с.
- Лютых Ю. А. Земельные отношения в России. Исторический и современный аспекты [Текст] / Ю. А. Лютых. — Красноярск : Книжное издательство, 1995. — 272 с.
- Лютых Ю. А. Управление использованием земельных ресурсов [Текст] : [учебное пособие для студентов высших учебных заведений, обучающихся по направлению 120300 «Землеустройство и кадастры» и специальностям: 120301 «Землеустройство», 120302 «Земельный кадастр», 120303 «Городской кадастр»] / Ю. А. Лютых. — Красноярск : КрасГАУ, 2009. — 201 с.
- Лютых Ю. А. Резервы ускорения [Текст] / Ю. А. Лютых, Н. Д. Макаров. — Красноярск : Красноярское книжное издательство, 1987. — 85, [3] с.
- Методические указания по преддипломной производственной практике [Текст] : предназначены для студентов 4 курса специальности 310900 / Краснояр. гос. аграр. ун-т. — Красноярск : [б. и.], 2001. — 12 с.
- Лютых Ю. А. Земельные отношения в России: исторический и современный аспекты [Текст] / Ю. А. Лютых. — Красноярск : КрасГАУ, 2008. — 299 с.
- Лютых Ю. А. Формирование информационной основы земельного кадастра [Текст] : учебно-методическое пособие / Ю. А. Лютых, В. В. Топтыгин, Т. А. Громова. — Красноярск : КрасГАУ, 2004. — 200 с.